# Riad Nouri
Riad Nouri né le 7 juin 1985 à Marseille, est un footballeur franco-algérien. Son poste de prédilection est milieu offensif droit. Cependant, il peut évoluer à tous les postes offensifs.

## Biographie
Après être passé par l'US Marignane en CFA 2 puis CFA après la promotion du club en 2007, il découvre le niveau supérieur en National avec le SO Cassis-Carnoux où il est titulaire indiscutable.
En 2009, Riad Nouri alors âgée de 24 ans, et qui enchaine les petits boulot à côté du football pour gagner sa vie, signe son premier contrat professionnel en rejoignant le FC Istres. Il y évolue jusqu'en 2012 avant de rejoindre le club du Havre AC.
Après six mois au club, il est prêté en janvier 2013 au Nîmes Olympique. Convaincant lors de ses six mois avec le club gardois, auteur de cinq buts et un passe décisive, l'option d'achat est levée et il signe alors un contrat pour deux saisons.
En juillet 2015, Riad Nouri signe à l'AC Ajaccio. En 2018, le club termine à la troisième place synonyme de barrage pour la montée mais après une première victoire face au Havre, il s'incline contre le Toulouse FC, 18e de Ligue 1. Il quitte le club corse en 2019 après quatre saisons au club et un total de cent-quarante-six matchs pour trente-sept buts pour ce qui sera sa seule expérience à l'étranger, à Umraniyespor, en première division Turque.
Il revient à l'AC Ajaccio en septembre 2020. En octobre 2021, Riad Nouri est le meilleur buteur de Ligue 2 en activité. Lors de la saison 2021-2022, il marque neuf buts en championnat et participe à la montée en Ligue 1 en terminant à la deuxième place du championnat. Il découvre donc la Ligue 1 la saison suivante à l'âge de 37 ans mais le club n'y passe qu'une seule saison avant d'être rétrogradé. Il quitte le club en 2024 et raccroche définitivement les crampons.

## Clubs
| Saison                | Club                   | Championnat           | Championnat | Championnat | Championnat | Coupe nationale | Coupe nationale | Coupe nationale | Coupe de la Ligue | Coupe de la Ligue | Coupe de la Ligue | Total | Total | Total |
| Saison                | Club                   | Division              | M.          | B.          | P.d.        | M.              | B.              | P.d.            | M.                | B.                | P.d.              | M.    | B.    | P.d.  |
| 2008-2009             | SO Cassis-Carnoux      | National              | 30          | 2           | -           | -               | -               | -               | -                 | -                 | -                 | 30    | 2     | 0     |
| 2009-2010             | FC Istres              | Ligue 2               | 23          | 3           | 0           | 2               | 1               | 0               | 2                 | 1                 | 0                 | 27    | 5     | 0     |
| 2010-2011             | FC Istres              | Ligue 2               | 34          | 4           | 5           | 1               | 0               | 0               | 1                 | 0                 | 0                 | 36    | 4     | 5     |
| 2011-2012             | FC Istres              | Ligue 2               | 37          | 8           | 4           | 4               | 0               | 0               | 2                 | 0                 | 0                 | 43    | 8     | 4     |
| Sous-total            | Sous-total             | Sous-total            | 94          | 15          | 9           | 7               | 1               | 0               | 5                 | 1                 | 0                 | 106   | 17    | 9     |
| 2012-2013             | Le Havre AC            | Ligue 2               | 16          | 1           | 1           | 1               | 0               | 0               | 1                 | 0                 | 0                 | 18    | 1     | 1     |
| 2012-2013             | Nîmes Olympique (prêt) | Ligue 2               | 18          | 5           | 1           | -               | -               | -               | -                 | -                 | -                 | 18    | 5     | 1     |
| 2013-2014             | Nîmes Olympique        | Ligue 2               | 29          | 4           | 1           | 1               | 1               | 0               | 1                 | 1                 | 0                 | 31    | 6     | 1     |
| 2014-2015             | Nîmes Olympique        | Ligue 2               | 34          | 9           | 6           | 2               | 1               | 0               | 1                 | 1                 | 0                 | 37    | 11    | 6     |
| Sous-total            | Sous-total             | Sous-total            | 81          | 18          | 8           | 3               | 2               | 0               | 2                 | 2                 | 0                 | 86    | 22    | 8     |
| 2015-2016             | AC Ajaccio             | Ligue 2               | 32          | 6           | 4           | 3               | 0               | 0               | 1                 | 0                 | 0                 | 36    | 6     | 4     |
| 2016-2017             | AC Ajaccio             | Ligue 2               | 35          | 11          | 9           | 3               | 1               | 3               | -                 | -                 | -                 | 38    | 12    | 12    |
| 2017-2018             | AC Ajaccio             | Ligue 2               | 36          | 13          | 4           | 2               | 0               | 0               | 1                 | 0                 | 0                 | 39    | 13    | 4     |
| 2018-2019             | AC Ajaccio             | Ligue 2               | 31          | 6           | 5           | -               | -               | -               | 2                 | 0                 | 0                 | 33    | 6     | 5     |
| Sous-total            | Sous-total             | Sous-total            | 134         | 36          | 23          | 8               | 1               | 3               | 4                 | 0                 | 0                 | 146   | 37    | 26    |
| 2019-2020             | Ümraniyespor           | 1.Lig                 | 25          | 3           | 2           | -               | -               | -               | -                 | -                 | -                 | 25    | 3     | 2     |
| 2020-2021             | AC Ajaccio             | Ligue 2               | 27          | 4           | 1           | 1               | 1               | 0               | -                 | -                 | -                 | 28    | 5     | 1     |
| 2021-2022             | AC Ajaccio             | Ligue 2               | 38          | 9           | 4           | 1               | 0               | 0               | -                 | -                 | -                 | 39    | 9     | 4     |
| 2022-2023             | AC Ajaccio             | Ligue 1               | 33          | 1           | 1           | 2               | 0               | 0               | -                 | -                 | -                 | 35    | 1     | 1     |
| 2023-2024             | AC Ajaccio             | Ligue 2               | 27          | 2           | 1           | 2               | 3               | 0               | -                 | -                 | -                 | 29    | 5     | 1     |
| Sous-total            | Sous-total             | Sous-total            | 125         | 16          | 7           | 6               | 4               | 0               | -                 | -                 | -                 | 131   | 20    | 7     |
| Total sur la carrière | Total sur la carrière  | Total sur la carrière | 505         | 91          | 50          | 25              | 8               | 3               | 12                | 3                 | 0                 | 542   | 102   | 53    |

## Palmarès
Il est vice-champion de Ligue 2 en 2022 avec l'AC Ajaccio.